# Cox Habbema

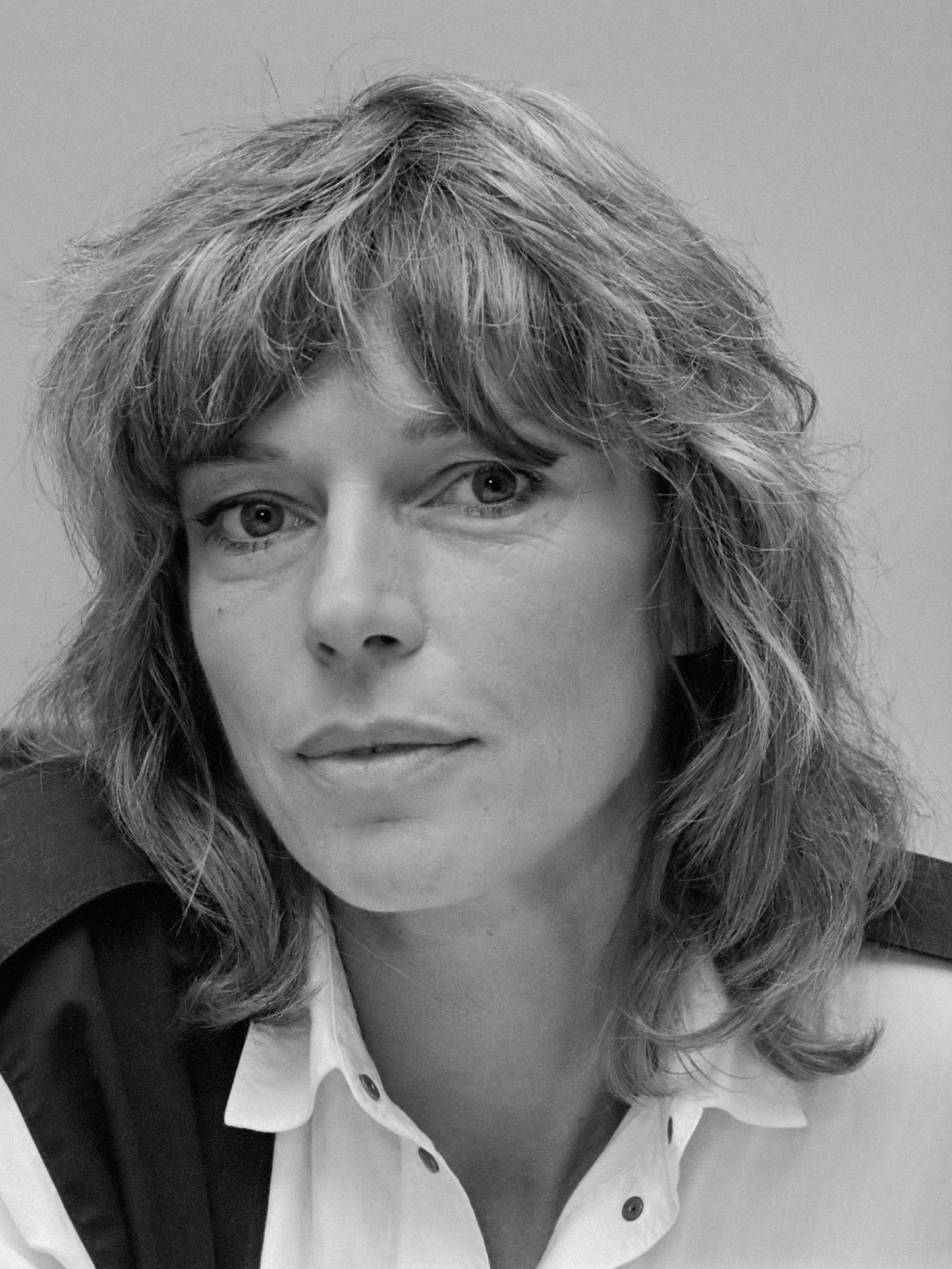
Cox Habbema (1986)

Cornelia „Cox“ Habbema (* 21. März 1944 in Amsterdam; † 18. April 2016 ebenda) war eine niederländische Schauspielerin und Theaterregisseurin.

## Karriere

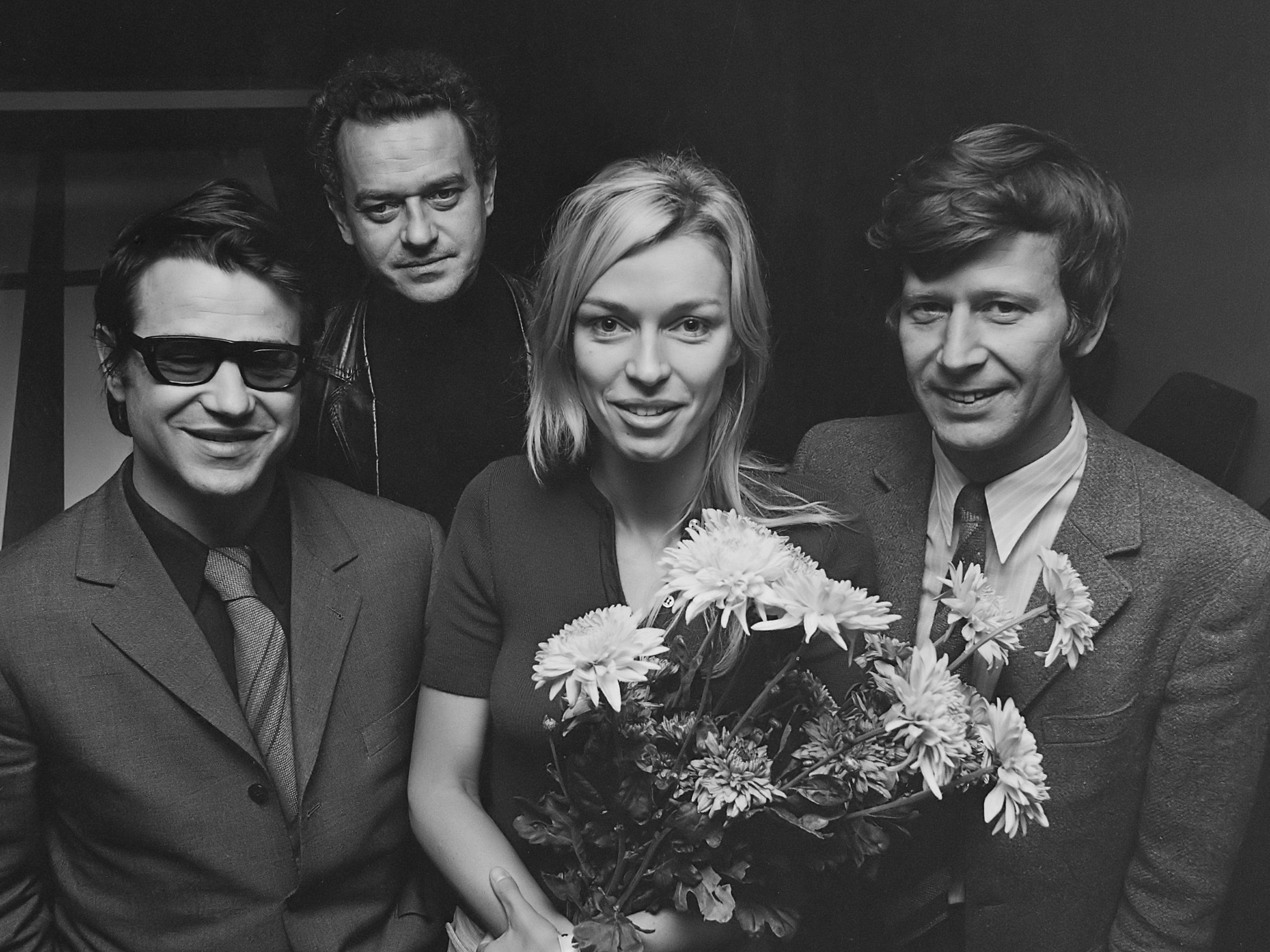
Hilmar Thate, Wolfgang Bayer, Cox Habbema und Eberhard Esche (von links, 1971)

Cox Habbema, Tochter eines Managers und einer Hoteldirektorin, besuchte ein nach dem System der Montessoripädagogik geführtes Gymnasium, wo sie das Abitur machte. Nach kurzem Slawistikstudium erhielt sie eine Schauspiel- und Regieausbildung an der Toneelschool in Amsterdam.
1967 feierte Habbema ihr Bühnendebüt bei der „Gruppe Centrum“ und hospitierte an verschiedenen Bühnen in London, Paris und Italien sowie bei Benno Besson am Deutschen Theater Berlin. Sie lebte und arbeitete daraufhin ab 1969 bis Mitte der 1980er Jahre größtenteils in der DDR. Dort war sie während dieser Zeit 15 Jahre nach ihrem Praktikum fest am Deutschen Theater Berlin, wo sie als Regisseurin mehrere Bühnenadaptionen des Dramatikers Peter Hacks inszenierte und als Schauspielerin unter anderem in der Märchenkomödie Der Drache von Jewgeni Schwarz die Elsa spielte, engagiert. Sie arbeitete auch als Gast an niederländischen Bühnen und als Film- und Fernsehschauspielerin in den Niederlanden und Belgien.
1968 erhielt sie die Hauptrolle in Rainer Simons DEFA-Märchenfilm Wie heiratet man einen König? an der Seite ihres späteren Ehemannes, dem Schauspieler Eberhard Esche, die Hauptrolle der klugen Bauerntochter. Unter der Regie von Dieter Scharfenberg spielte sie erneut mit Esche einige Jahre später, im Jahr 1981, in dem DEFA-Märchen Der Spiegel des großen Magus, wo Habbema die Rolle der Airin übernahm. Ursula Schmenger besetzte sie 1976 für Die Regentrude in der Titelrolle eines weiteren Märchenfilms. 1977 war sie als Carolin Klumberger in einer durchgehenden Serienhauptrolle in der 13-teiligen ZDF-Familienserie Die drei Klumberger zu sehen.
1984 kehrte Habbema in die Niederlande zurück. Zunächst arbeitete sie als Produzentin, Moderatorin und Redakteurin bei der Fernsehstation NOS (Serie Nederland C) und übernahm 1986 als Intendantin die Leitung des Theaters Stadsschouwburg Amsterdam. 2004 veröffentlichte Habbema ihre Autobiografie unter dem Titel Mein Koffer in Berlin oder Das Märchen von der Wende.
1969 heiratete Habbema den Schauspieler Eberhard Esche (1933–2006). In zweiter Ehe war sie von 1995 bis zu dessen Tod 1997 mit einem Anwalt verheiratet. 2009 heiratete sie erneut. Cox Habbema, die zuletzt zurückgezogen in Amsterdam lebte, starb dort am 8. April 2016 im Alter von 72 Jahren. Ihre letzte Ruhe fand sie auf dem Friedhof Zorgvlied, gelegen an der Grenze zwischen Amsterdam und Amstelveen.

## Filmografie
- 1968: To Grab the Ring
- 1969: Das siebente Jahr (Cameo)

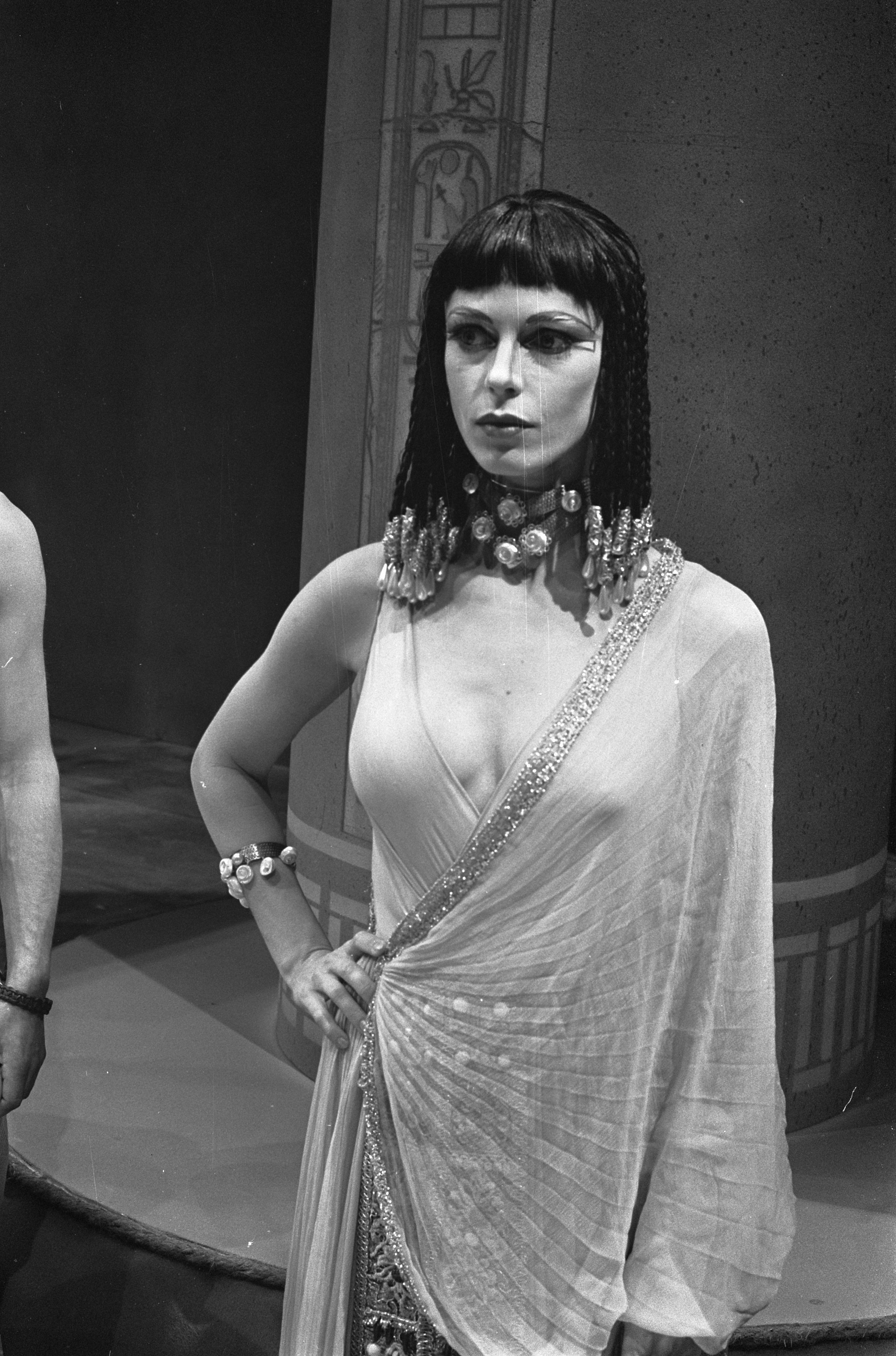
Habbema in der niederländischen VPRO-Fernsehproduktion Ramcinitos en de dief (1973)

- 1969: Wie heiratet man einen König?
- 1970: Der Mörder sitzt im Wembley-Stadion (Fernsehfilm)
- 1970: Denn ich sah eine neue Erde (Fernsehserie)
- 1971: Der Tod in der Kurve (Fernsehfilm)
- 1971: Ieder van ons
- 1972: Eolomea
- 1972: Es ist eine alte Geschichte
- 1972: Die Bilder des Zeugen Schattmann (Fernsehfilm)
- 1973: Polizeiruf 110: Freitag gegen Mitternacht (Fernsehreihe)
- 1974: Leben mit Uwe
- 1974: Centraal station (Fernsehserie)
- 1975: Anna, Kind der Sonne
- 1975: Till Eulenspiegel
- 1975: Rufus
- 1976: Die drei Klumberger (Fernsehserie)
- 1976: Die Regentrude (Fernsehfilm)
- 1976: De komst van Joachim Stiller
- 1977: Die unverbesserliche Barbara
- 1977: Tierarzt Dr. Vlimmen
- 1977: Die drei Klumberger (Fernsehserie)
- 1980: Warschauer Konzert (Fernsehfilm)
- 1981: Der Spiegel des großen Magus
- 1981: Musen (Fernsehen Studioaufzeichnung) – Regie
- 1981: Feuerdrachen (Fernseh-Zweiteiler)
- 1982: Die Beunruhigung
- 1982: Die Stille um Christine M.
- 1983: Waarom hebt u me niet verteld (Fernsehfilm)
- 1984: Ei! Kennt ihr noch das alte Lied? (Theateraufzeichnung)
- 1993: Oog in oog (Fernsehserie)
- 1997: Unser Charly (Fernsehserie, zwei Folgen)

## Theater

### Schauspiel
- 1971: Arnold Wesker: Goldene Städte (Kate) – Regie: Hans-Georg Simmgen (Deutsches Theater Berlin)
- 1978: Heinz Kahlau/Reiner Bredemeyer: Die Galoschenoper (Jenny) – Regie: Friedo Solter (Deutsches Theater Berlin)
- 1979: Jewgeni Schwarz: Der Drache (Elsa)

### Regie
- 1979: Voices
- 1980: Peter Hacks: Senecas Tod (Deutsches Theater Berlin)
- 1981: Peter Hacks: Musen
- 1982: Reineke Fuchs
- 1982: Biedermann und die Brandstifter
- 1983: Die Liebesgeschichte des Jahrhunderts

## Tonträger
- 1976: Julie Schrader: Ach, es war nur die Laterne (Sprecherin, Hörbuch – Da Camera Song)
- 1981: Heinrich Heine: Eberhard Esche spricht Deutschland. Ein Wintermärchen (Regie, Hörbuch – Litera)
- 1987: Albert Wendt: Prinzessin Zartfuß und die sieben Elefanten (Regie, Kinderhörspiel – Litera)

## Schriften
- Mein Koffer in Berlin oder das Märchen von der Wende. Militzke, Leipzig 2004, ISBN 3-86189-705-9.
- Die neue Leichtigkeit. Erfolgreich in der Öffentlichkeit auftreten. Militzke, Leipzig 2006, ISBN 978-3-86189-748-4.